# Henry Green (courtisan)
Pour les articles homonymes, voir Henry Green.
Henry Green (1347 - 29 juillet 1399) est un conseiller et administrateur du roi Richard II d'Angleterre.
Green représente le Huntingdonshire au Parlement en 1390, le Northamptonshire en 1394 et 1397 et finalement le Wiltshire en 1398.
Pendant les années 1390, il devient conseiller du roi Richard II aux côtés de John Bussy et William Bagot.
Lorsque Richard part en expédition punitive en Irlande en mai 1399, Bagot, Bussy, Green et le trésorier William le Scrope sont chargés par le roi d'assister le duc d'York, désigné régent. Henri Bolingbroke, exilé en France, en profite pour débarquer à Ravenspurn fin juin. Bussy, Green et le Scrope sont capturés par Bolingbroke le 28 juillet et décapités le lendemain à Bristol. 
Ses biens reviennent à son fils aîné Ralph Green.